# كريستين دوتشسن
كريستين دوتشسن (بالإنجليزية: Christiane Duchesne)‏ (12 أغسطس 1949، مونتريال في كندا)؛ مترجمة، كاتبة للأطفال وروائية كندية.